# Культурное (Запорожская область)
Культурное (укр. Культурне) — село,
Гуляйпольский городской совет,
Гуляйпольский район,
Запорожская область,
Украина.
Село ликвидировано в 1995 году.

## Географическое положение
Село Культурное находилось на расстоянии в 2 км от села Дорожнянка.
По селу протекал пересыхающий ручей с запрудой.

## История
- 1995 — село ликвидировано[2].